# Atymnios (Sohn des Amisodaros)
Atymnios oder Atymnos (altgriechisch Ἀτύμνιος Atýmnios oder Ἄτυμνος Átymnos) ist eine Person der griechischen Mythologie.
Er ist der Sohn des lykischen Königs Amisodaros und der Bruder des Maris, im Trojanischen Krieg kämpfen die Brüder an der Seite des Sarpedon. Atymnios wird im Kampf von Antilochos getötet, woraufhin Maris gegen diesen vorgeht, aber von Antilochos’ Bruder Thrasymedes getötet wird.